# Jessica Barden
Jessica Barden (Northallerton, 21 juli 1992) is een Brits actrice.

## Biografie
Barden werd geboren in Northallerton en verhuisde in 1995 met haar familie naar Wetherby, waar zij de middelbare school doorliep aan de Wetherby High School.
Barden begon in 1999 als jeugdactrice met acteren in de televisieserie My Parents Are Aliens, waarna zij nog meerdere rollen speelde in televisieseries en films. Zij is vooral bekend van haar rol als Kayleigh Morton in de televisieserie Coronation Street, waar zij in 72 afleveringen speelde (2007-2008).

## Filmografie

### Films
Uitgezonderd korte films.
- 2020 Pink Skies Ahead - als Winona
- 2020 Holler - als Ruth
- 2019 Jungleland - als Sky
- 2018 Scarborough - als Beth
- 2018 The New Romantic - als Blake Conway
- 2017 Habit - als Lee
- 2016 Mindhorn - als Jasmine
- 2016 Ellen - als Ellen
- 2015 The Lobster - als vrouw met bloedneus
- 2015 Far from the Madding Crowd - als Liddy
- 2014 Lullaby - als Meredith
- 2013 Mindscape - als Mousey
- 2012 In the Dark Half - als Marie
- 2012 Comedown - als Kelly
- 2011 Hanna - als Sophie
- 2010 Tamara Drewe - als Jody Long
- 2007 Mrs. Ratcliffe's Revolution - als Mary Ratcliffe

### Televisieseries
Uitgezonderd eenmalige gastrollen.
- 2024 Dune: Prophecy als jonge Valya Harkonnen - 4 afl.
- 2022 Pieces of Her - als Jane - 7 afl.
- 2021-2022 Robot Chicken - als diverse stemmen - 4 afl.
- 2020 Better Things - als Jessica - 3 afl.
- 2017-2019 The End of the F***ing World - als Alyssa - 16 afl.
- 2019 Lambs of God - als zuster Carla - 4 afl.
- 2016 Penny Dreadful - als Justine - 6 afl.
- 2015 The Outcast - als Kit Camichael - 2 afl.
- 2011-2013 Chickens - als barmeisje - 4 afl.
- 2007-2008 Coronation Street - als Kayleigh Morton - 72 afl.

- Bibliothèque nationale de France: cb167019060 (data)
- Catàleg d'autoritats de noms i títols de Catalunya: 981058608357306706
- Gemeinsame Normdatei: 142323993
- International Standard Name Identifier: 0000 0001 0335 7150
- Library of Congress Control Number: no2014136999
- Système universitaire de documentation: 19302067X
- Virtual International Authority File: 154372222
- WorldCat: E39PBJdmqdJVfDYWpMkvhVJFKd